# Szczerbin (Łobżenica)
Szczerbin ist ein kleines Dorf in der Landgemeinde Łobżenica im Powiat Pilski. Das Dorf befindet sich in der Woiwodschaft Großpolen in Polen. 
Szczerbin liegt etwa drei Kilometer südlich von der Landgemeinde Łobżenica und etwa 35 Kilometer nordöstlich der Stadt Piła. Das Dorf liegt ziemlich eben und befindet sich auf einer Höhe von etwa 112 Metern über dem Meeresspiegel. Haupteinnahmequelle der Einwohner ist die Landwirtschaft.